# Ralph McQuarrie
Ralph Angus McQuarrie (13 de junho de 1929 – 3 de março de 2012) foi um designer conceitual e ilustrador americano. A sua carreira incluem o trabalho na trilogia original de Star Wars, a série de TV Battlestar Galactica, E. T.: Extra-Terrestre e Casulo, para o qual ele ganhou um Prêmio da Academia.

## Anos iniciais
Ralph Angus McQuarrie  nasceu em 13 de junho de 1929, em Gary, Indiana, e foi criado em uma fazenda perto de Billings, Montana. Ele serviu no Exército dos Estados Unidos durante a Guerra da coreia, e sobreviveu a um tiro na cabeça. Depois de voltar da guerra, McQuarrie se mudou para a Califórnia na década de 1960, e estudou no Centro de artes da Escola, e em seguida, no centro de Los Angeles. Inicialmente, ele trabalhou para uma firma de odontologia, desenhando  dentes e equipamentos, antes de trabalhar como técnico de um ilustrador para a Boeing, assim como a concepção de cartazes de cinema e animação da cobertura da CBS News do programa espacial Apollo.
Enquanto estava lá, McQuarrie foi chamado por Hal Barwood para produzir algumas ilustrações para um projeto de filme que ele e Matthew Robbins estavam começando. McQuarrie casou-se com Joan Benjamim, em 1983 e permaneceu casado até sua morte.

## Carreira
Impressionado com o seu trabalho, o diretor George Lucas reuniu-se com ele para discutir seus planos para uma space opera. Vários anos mais tarde, em 1975, Lucas contratou McQuarrie para ilustrar várias cenas do roteiro de Star Wars. McQuarrie projetando muitos dos personagens do filme, incluindo Darth Vader, Chewbacca, R2-D2 e C-3PO e desenhando vários conceitos para o filme. Foi McQuarrie, que sugeriu que Vader usasse um aparelho de respiração. As pinturas conceituais de McQuarrie, incluindo as cenas como R2-D2 e C-3PO, chegando em Tatooine, ajudou a convencer a 20th Century Fox para distribuir Star Wars, que se tornou um enorme sucesso após o lançamento, em 1977. Neil Kendricks do San Diego Union-Tribune afirmou que  McQuarrie "detém uma posição única quando se trata de definir o olhar do universo Star Wars universo". McQuarrie observou, "eu penso que eu tive o melhor emprego que um artista que já teve em um filme, e eu nunca tinha trabalhado em um filme antes. [...] Eu ainda recebo mensagens dos fãs — pessoas perguntando se eu trabalhei no Episódio I , ou apenas querendo ter o meu autógrafo."
Em torno do mesmo período, ele foi trazido a equipe de design de Star Trek: Planet of the Titans para o recriação da USS Enterprise. McQuarrie passou a trabalhar como artista conceitual nas duas continuações de Uma Nova Esperança: O Império contra-Ataca (1980) e Star Wars: Return of the Jedi (1983).
Christian Blauvelt da Entertainment Weekly elogiou as obras de McQuarrie como "pioneiro da estética 'futuro usado', que ao contrário de outros filmes de ficção científica, "imaginou uma galáxia vivida que foi arenosa, suja, e estado avançado de decomposição." Ele descreveu o estilo de McQuarrie como "fortemente geométricos, renderizando cores suaves contra um plano, propositadamente comprimido o pano de fundo. O design de McQuarrie para Star Wars, parece o resultado se Salvador Dalí tivesse esboçado conceitos de Universalismo, com a série Flash Gordon, e o Velho Oeste de Sergio Leone."
McQuarrie desempenhou o papel não creditado como General Pharl McQuarrie em O Império contra-Ataca. Ele aparece na Eco Base em Hoth na seqüência de abertura do filme. Uma figura de ação com "General McQuarrie" foi produzida para o 30º aniversário de Star Wars 30º. As figuras de ação baseadas nas artes conceituais de McQuarrie, incluindo versões conceituais dos Imperial Stormtrooper, Chewbacca, R2-D2 e C-3PO, Darth Vader, Han Solo, Boba Fett, Obi-Wan Kenobi, Yoda e outros personagens também foram feitas.
McQuarrie projetou as naves alienígenas dos filmes de Steven Spielberg, Encontros imediatos do Terceiro grau (1977) e de E. T. o extraterrestre (1982), enquanto que o seu trabalho como artista conceitual no filme Cocoon (1085) lhe rendeu o Oscar de Efeitos Visuais. Ele também trabalhou em 1978, na série de TV Battlestar Galactica, e os filmes Caçadores da Arca Perdida, Star Trek IV: The Voyage Home, e *As pilhas não incluídas.

## Aposentadoria e morte
Rick McCallum ofereceu a McQuarrie um papel como designer para a trilogia prequela de Star Wars, mas ele rejeitou a oferta, notando que ele tinha de "funcionar a todo vapor" e o animador da Industrial Light & Magic, Doug Chiang , foi nomeado em seu lugar. McQuarrie se aposentou e suas pinturas conceituais para Star Wars foram, posteriormente, apresentadas em exposições de arte, incluindo a de 1999, Star Wars: A Magia do Mito. Vários desenhos de McQuarrie não utilizados da trilogia original, foram reciclados nas séries animadas Star Wars: The Clone Wars e Star Wars Rebels, incluindo o planeta Orto Plutonia, que foi baseada no desenho original de McQuarrie para Hoth, e os personagens Zeb Orrelios e Chopper, com base em seus desenhos originais para o Chewbacca e R2-D2, respectivamente.
McQuarrie faleceu aos 82 anos, em 3 de março de 2012, em Berkeley, Califórnia, em casa, decorrência da doença de Parkinson. Ele deixou sua esposa, Joan.
Lucas comentou depois da morte de McQuarrie: "Sua genial contribuição, na forma das inigualáveis pinturas de produção, impulsionou e inspirou a todos do elenco e equipe da trilogia original de Star Wars. Quando as palavras não podem transmitir minhas idéias, eu sempre poderia apontar para uma das fabulosas ilustrações de Ralph e dizer, 'fazer como esta'."

## Obra póstuma
A atual equipe de criação da Lucasfilm está empregando peças originais de McQuarrie não usadas na arte conceitual, dos anos setenta e oitenta, no desenvolvimento de novas mídias relacionadas a Star Wars.

## Filmografia
- Star Wars (1977) (ilustrador de produção)
- Encontros imediatos do Terceiro grau (1977) (Designer da Nave-Mãe)
- Battlestar Galactica (1978) (ilustrador de produção e conceito)
- Star Wars Holiday Special (1978) (ilustrador)
- O Império contra-Ataca (1980) (consultor de design e artista conceitual)
- Os caçadores da Arca Perdida (1981) ILM (ilustrador)
- E. T. o extraterrestre (1982) ( artista cênico/design da nave)
- O retorno de Jedi (1983) (artista conceitual)
- Cocoon (1985) (artista conceitual)
- Star Trek IV: O Voyage Home (1986) (consultor visual)
- *pilhas não incluídas (1987) (artista conceitual)
- Nightbreed (1990) (artista conceitual)
- Back to the Future: The Ride (1991) (artista conceitual) (não creditado)

### Ator
- O Império contra-Ataca (1980) - General McQuarrie (não-creditado)